# 迪尔帕克 (亚拉巴马州)
迪尔帕克（英語：Deer Park）是位於美國阿拉巴馬州華盛頓縣的一個非建制地區和人口普查指定地區。根據2010年美國人口普查，該地人口為188人，而該地的面積約為8.26平方千米。

## 地理
迪尔帕克的座標為31°13′01″N 88°19′02″W / 31.21694°N 88.31722°W，而該地最高點為海拔高度43米（即141英尺）。

## 知名人士
- 杰夫·凯利 - 前美国国家橄榄球联盟四分卫和现任萨拉兰高中足球主教练
- Beverly Jo Scott - 创作歌手，1959 年出生于鹿园